# Eugenio Corini
Eugenio Corini (ur. 30 lipca 1970 w Bagnolo Mella) – włoski piłkarz występujący na pozycji defensywnego pomocnika, a także trener.

## Kariera klubowa
Eugenio Corini zawodową karierę rozpoczynał w 1987 roku w drugoligowym zespole Brescia Calcio. W debiutanckim sezonie rozegrał czternaście spotkań, jednak w kolejnych rozgrywkach wystąpił już w 29 pojedynkach. Po zakończeniu sezonu 1989/1990 Corini przeniósł się do Juventusu, w barwach którego 21 października 1990 roku w zremisowanym 0:0 pojedynku z S.S. Lazio zadebiutował w Serie A. Razem z ekipą „Bianconerich” włoski piłkarz w 1992 roku wywalczył wicemistrzostwo kraju oraz dotarł do finału krajowego pucharu. Dla Juventusu Corini rozegrał łącznie 47 spotkań, po czym odszedł do Sampdorii. W zespole „Blucerchiati” Włoch występował tylko przez jeden sezon, a następnie podpisał kontrakt z SSC Napoli. W nowym klubie w rozgrywkach 1993/1994 rozegrał czternaście meczów i w przerwie kolejnego sezonu powrócił do drużyny Brescia Calcio.
Kolejnym klubem w karierze Coriniego była Piacenza Calcio. Latem 1996 roku włoski pomocnik przeniósł się do Hellasu Werona, z którym spadł z pierwszej do drugiej ligi. Corini wystąpił wówczas zaledwie w dziewięciu spotkaniach, jednak w kolejnych rozgrywkach grywał już znacznie częściej. W 1998 roku Włoch został zawodnikiem Chievo Werona. W klubie tym spędził łącznie niecałe pięć sezonów, w trakcie których rozegrał 134 pojedynki i zdobył 27 goli. W 2001 roku wraz z zespołem udało mu się awansować do Serie A. W 2003 roku Corini podpisał kontrakt z drugoligowym US Palermo, z którym od razu wygrał rozgrywki Serie B i awansował do najwyższej klasy rozgrywek w kraju. W barwach Palermo Corini zaliczył 128 występów, w których 25 razy wpisał się na listę strzelców. W ekipie „Aquile” pełnił rolę kapitana, jednak gdy popadł w konflikt z prezesem klubu Maurizio Zamparinim postanowił odejść ze Stadio Renzo Barbera.
Ostatecznie latem 2007 roku wychowanek Brescii trafił do Torino FC. W sezonie 2007/2008 rozegrał dla niego 32 ligowe mecze i zdobył jednego gola. W kolejnych rozgrywkach Torino spadło do drugiej ligi, a Corini zakończył piłkarską karierę. Ostatni mecz rozegrał 5 kwietnia 2009 roku, a Torino przegrało wówczas 0:1 z US Palermo.

## Kariera reprezentacyjna
Corini ma za sobą występy w młodzieżowych reprezentacjach Włoch. Dwa razy został powołany do kadry U-18, jednak w jej barwach nie wystąpił ani razu. W zespole do lat 21 Corini po raz pierwszy zagrał 21 grudnia 1988 roku w wygranym 8:0 meczu z Maltą, a następnie wywalczył z nim Mistrzostwo Europy U-21 1992. Później Corini brał udział w Igrzyskach Olimpijskich w Barcelonie, na których „Squadra Azzura” została wyeliminowana w ćwierćfinale.
W latach 1992–1993 Corini dostał trzy powołania do seniorskiej reprezentacji Włoch od Arrigo Sacchiego (na mecze ze Szkocją, Maltą i Meksykiem), jednak w żadnym z nich ostatecznie nie wystąpił. W listopadzie 2002 roku Corini został powołany do reprezentacji przez Giovanni Trapattoniego na spotkanie z Turcją, jednak i tym w pojedynku Corini nie zagrał i ostatecznie nie doczekał się debiutu w zespole narodowym.